# Hans Jæger
Hans Jæger (2 september 1854, Drammen - 8 februari 1910, Kristiania, thans Oslo) was een Noors schrijver en anarchistisch denker.

## Leven en werk
Jæger was als jongeling eerst een poosje zeeman en ging daarna filosofie studeren. In 1878 debuteerde hij met een studie over Immanuel Kant. In de jaren 1880 werd hij in Kristiania leider van een groep jonge revolutionaire kunstenaars, de "Kristiania-bohème", met onder andere Christian en Oda Krohg. Ook Edvard Munch behoorde tot zijn vriendenkring. In 1885 publiceerde hij zijn geruchtmakende, op anarchistische leest geschoeide roman Fra Kristiania-Bohêmen, over twee mannen die ten gronde gaan aan de heersende sociale orde en de conventionele seksuele moraal. Het werk veroorzaakte een schandaal, werd in beslag genomen en Jæger werd veroordeeld tot 60 dagen gevangenisstraf. In de literaire wereld leidde het boek tot een polemiek over de vrijheid van meningsuiting. De roman was van grote invloed op het vroege werk van Knut Hamsun.
Later werk van Jæger kent vergelijkbare thema's als Fra Kristiania-Bohêmen en is overeenkomstig qua stijl: direct, eerlijk en niet terugschrikkend voor een onverbloemde waarheid, op het provocerende af, met name met betrekking tot het seksuele aspect. Hij bepleitte de "vrije liefde", waarbij iedereen seks kon hebben met iedereen op het moment dat beide partijen daar zin in hadden. Veel van zijn boeken hebben autobiografische elementen. Erdoorheen wordt een fundamenteel anarchistische visie geweven.
Vanaf 1892 tot 1908 verbleef Jæger in Parijs en voer tussendoor ook nog enkele periodes op zee; in zijn jeugd had hij het stuurmansdiploma behaald. Daarmee raakte hij los van zijn publiek en de literaire en sociale ontwikkelingen in zijn vaderland en bleef sterk hangen in zijn oorspronkelijke gedachtegoed. Uiteindelijk kwam hij alleen te staan in zijn denken en raakte in de vergetelheid. 
Hij overleed in 1910 op 55-jarige leeftijd in Kristiania, naar waar hij twee jaar eerder was teruggekeerd.

## Bibliografie

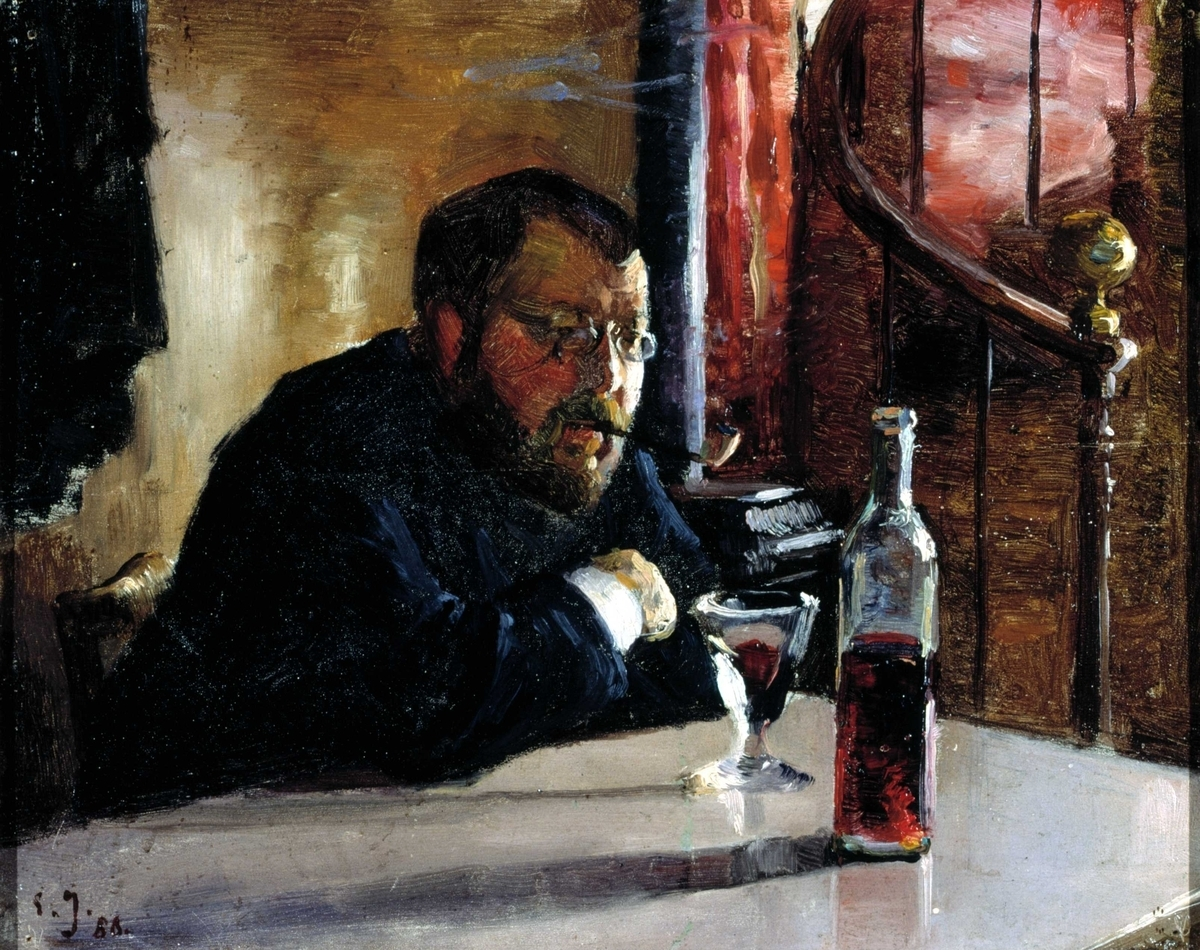
Hans Jæger, 1888, door Sven Jørgensen.